# Виллоту
Виллоту́ (фр. Villautou) — коммуна во Франции, находится в регионе Лангедок — Руссильон. Департамент коммуны — Од. Входит в состав кантона Бельпеш. Округ коммуны — Каркасон.
Код INSEE коммуны — 11419.

## Население
Население коммуны на 2008 год составляло 52 человека.
| 1962 | 1968 | 1975 | 1982 | 1990 | 1999 | 2008 |
| ---- | ---- | ---- | ---- | ---- | ---- | ---- |
| 67   | 67   | 44   | 43   | 44   | 50   | 52   |

## Экономика
В 2007 году среди 31 человек в трудоспособном возрасте (15—64 лет) 23 были экономически активными, 8 — неактивными (показатель активности — 74,2 %, в 1999 году было 67,6 %). Из 23 активных работали 18 человек (10 мужчин и 8 женщин), безработных было 5 (2 мужчин и 3 женщины). Среди 8 неактивных 2 человека были учениками или студентами, 2 — пенсионерами, 4 были неактивными по другим причинам.